# Piper caninum
Piper caninum là một loài thực vật có hoa trong họ Hồ tiêu. Loài này được Blume miêu tả khoa học đầu tiên năm 1826.